# Terka (województwo warmińsko-mazurskie)
Terka – uroczysko-dawna miejscowość w Polsce, w województwie warmińsko-mazurskim, w powiecie olsztyńskim, w gminie Barczewo, na terenie między Pisą a jeziorem Dobrąg.
W 1688 roku w komornictwie Wartenburg (Barczewo) istniał młyn Terka, który był własnością Alexandra Nycza. W 1785 roku nazwa Terka odnosiła się do dóbr chłopów osiadłych na prawie chełmińskim (Kölmer), obejmujących jedno gospodarstwo, a także do leśniczówki, posiadłości szlacheckiej stanowiącej część dóbr sapuńskich. W 1871 roku miejscowość spisano jako folwark wchodzący w skład obszaru dworskiego Sapuny. Obejmowała ona wówczas jedno gospodarstwo i liczyła 23 mieszkańców. W 1885 roku w Terce odnotowano jedno gospodarstwo i 6 mieszkańców, w 1895 roku – 4 gospodarstwa i 25 mieszkańców, a w 1905 roku – ponownie jedno gospodarstwo i 6 mieszkańców. 30 września 1928 roku obszar dworski Sapuny został zlikwidowany a folwark Terka włączono do gminy miejskiej Wartenburg (Barczewo). 30 listopada 1949 roku ustalono urzędową nazwę w języku polskim w formie identycznej z dotychczasową nazwą niemiecką.